# Требњи Врх
Требњи Врх (словен. Trebnji Vrh) је насељено место у општини Семич, регија Југоисточна Словенија, Словенија.

## Историја
До територијалне реорганизације у Словенији био је у саставу старе општине Чрномељ.

## Становништво
У попису становништва из 2011. године, Требњи Врх је имао 13 становника.
| Број становника према пописима | Број становника према пописима | Број становника према пописима |
| ------------------------------ | ------------------------------ | ------------------------------ |
| 1991                           | 2002                           | 2011                           |
| 12                             | 12                             | 13                             |

Напомена: Године 2001. умањено за део насеља који је припојен насељу Семич.